# Human Clay
Human Clay è il secondo album in studio del gruppo musicale statunitense Creed, pubblicato il 28 settembre 1999.
Ha ottenuto 11 dischi di platino dalla RIAA, ed è 54º tra i 100 album più venduti di tutti i tempi negli Stati Uniti. Fino al 2010 il disco ha venduto più di 12 milioni di copie negli Stati Uniti. Ha ottenuto anche 6 dischi di platino in Canada, 5 in Australia e 7 in Nuova Zelanda. Il secondo singolo With Arms Wide Open ha vinto un Grammy Award per la migliore canzone rock.
Dall'album sono stati creati tre video: Higher, What If e With Arms Wide Open, e quest'ultimo è stato votato come 92º migliore video di tutti i tempi secondo VH1.
Secondo Mark Tremonti, la copertina dell'album rappresenta una strada trasversale che ogni essere umano trova nella sua vita e l'uomo di argilla rappresenta le nostre azioni, che spetta a noi cosa siamo, che conduciamo il nostro proprio percorso e facciamo il nostro proprio destino.

## Tracce
Testi e musiche di Scott Stapp e Mark Tremonti.
1. Are You Ready? – 4:45
2. What If – 5:18
3. Beautiful – 4:20
4. Say I – 5:15
5. Wrong Way – 4:19
6. Faceless Man – 5:59
7. Never Die – 4:51
8. With Arms Wide Open – 4:35
9. Higher – 5:17
10. Wash Away Those Years – 6:04
11. Inside Us All – 5:49
12. Young Grow Old – 4:46 – Bonus track nell'edizione europea

## Formazione
- Scott Stapp – voce
- Mark Tremonti – chitarra, cori
- Brian Marshall – basso
- Scott Phillips – batteria

## Classifiche

### Classifiche settimanali
| Classifica (1999-02) | Posizione massima |
| -------------------- | ----------------- |
| Australia            | 2                 |
| Austria              | 11                |
| Canada               | 1                 |
| Danimarca            | 1                 |
| Finlandia            | 9                 |
| Germania             | 9                 |
| Irlanda              | 54                |
| Norvegia             | 1                 |
| Nuova Zelanda        | 4                 |
| Paesi Bassi          | 80                |
| Regno Unito          | 29                |
| Stati Uniti          | 1                 |
| Sudafrica            | 3                 |
| Svezia               | 9                 |
| Svizzera             | 35                |

### Classifiche di fine anno
| Classifica (1999) | Posizione |
| ----------------- | --------- |
| Nuova Zelanda     | 42        |
| Stati Uniti       | 71        |
| Classifica (2000) | Posizione |
| Nuova Zelanda     | 10        |
| Stati Uniti       | 6         |
| Classifica (2001) | Posizione |
| Australia         | 3         |
| Austria           | 38        |
| Danimarca         | 22        |
| Germania          | 68        |
| Stati Uniti       | 11        |

### Classifiche di fine decennio
| Classifica (2000-09) | Posizione |
| -------------------- | --------- |
| Australia            | 88        |
| Stato Uniti          | 5         |